# Cocaine Blues
Cocaine Blues est une chanson Western Swing écrite par TJ "Red" Arnall, un remaniement de la chanson traditionnelle Little Sadie. Cette chanson a été enregistrée  probablement en 1947.
La chanson est l'histoire d'un homme, Willy Lee, qui tire mortellement sur sa femme sous l'influence de whisky et de cocaïne. Willy est capturé et condamné à 99 ans à la prison d'État de San Quentin. La chanson se termine en disant:

« Come all you hypes and listen unto me,

Just lay off that whiskey and let that cocaine be. »

## Version Johnny Cash
Johnny Cash a interprété la chanson lors de son concert à la Prison d'État de Folsom, en disant : « Folsom » au lieu de « San Quentin », un événement aussi interprété par Joaquin Phoenix dans le film biographique sur Johnny Cash Walk the Line. Le DVD comprend une version allongée de la chanson avec les paroles, et la version complète, non modifiée (apparemment une autre prise) se trouve sur le CD de la bande originale.

## Divers
Cocaine Blues est également le titre en version française du livre Snowblind de Robert Sabbag.